# Barntrup
Barntrup är en stad i Kreis Lippe i Regierungsbezirk Detmold i förbundslandet Nordrhein-Westfalen i Tyskland.